# Jutiapa (miasto)
Jutiapa – miasto w południowo-wschodniej Gwatemali, położone 125 km na zachód od stolicy kraju Gwatemali oraz około 40 km od granicy z Hondurasem. Miasto leży w śródgórskiej dolinie, na wysokości 876 m n.p.m., w górach Sierra Madre de Chiapas. Według danych szacunkowych w 2012 roku liczba ludności miasta wyniosła 57 029 mieszkańców.  Miasto jest ośrodkiem administracyjnym (stolicą) departamentu Jutiapa.
Z zabytków miasta najważniejszy jest barokowy kościół Iglesia de Jutiapa.
W mieście znajduje się stadion Estadio Winston Pineda.
W dniu 29 lutego 2008 roku w katastrofie autobusu zginęły 54 osoby, a 23 zostały ranne. Przepełniony autobus spadł w 50-metrową przepaść.
W mieście rozwinął się przemysł obuwniczy oraz spożywczy.

## Gmina Jutiapa
Jest siedzibą władz gminy o tej samej nazwie, która w 2012 roku liczyła 139 342 mieszkańców. Gmina jak na warunki Gwatemali jest dość duża, a jej powierzchnia obejmuje 620 km².